# SN 2003bl
SN 2003bl – supernowa typu II odkryta 2 marca 2003 roku w galaktyce NGC 5374. W momencie odkrycia miała maksymalną jasność 18,40m.